# ایلیا ماشکوف

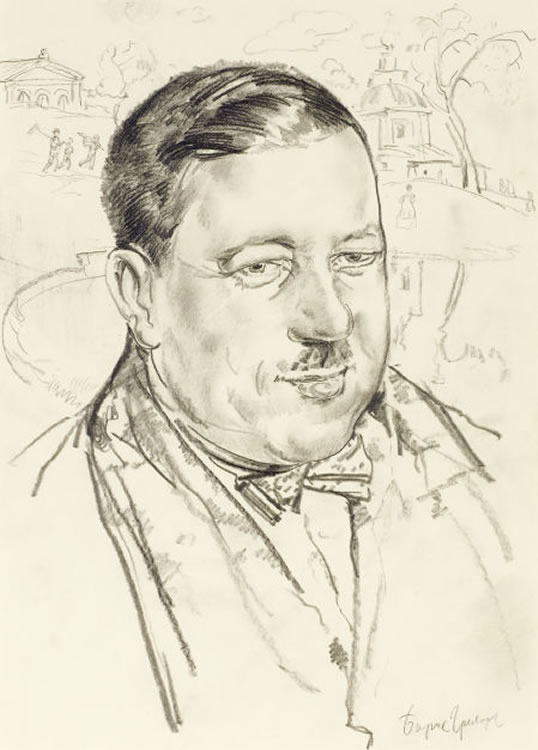

ایلیا ایوانویچ ماشکوف (زاده ۱۸۸۱ و درگذشته ۱۹۴۴) نقاش اهل روسیه بود. ظرف میوه (۱۹۱۰) و طبیعت بی‌جان با آناناس و موز (۱۹۳۸) از آثار اوست.

## نگارخانه

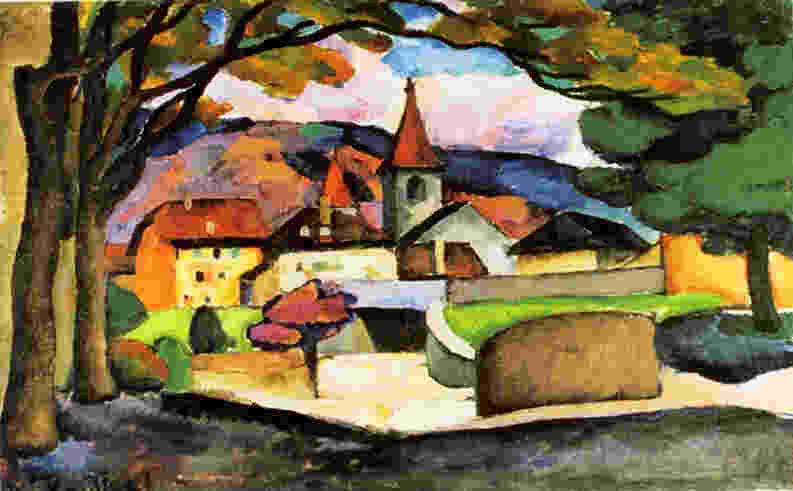
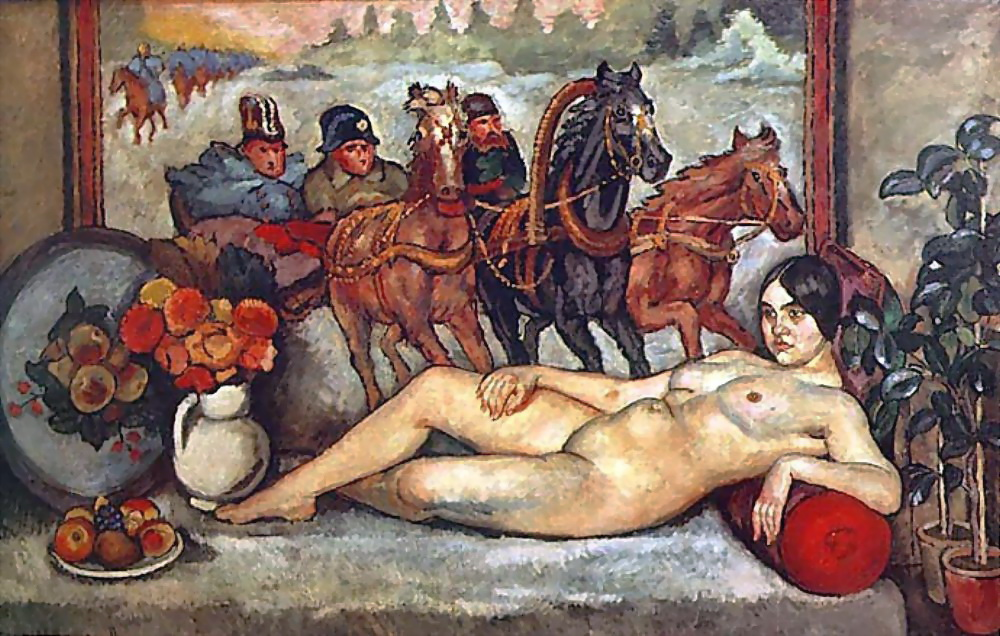
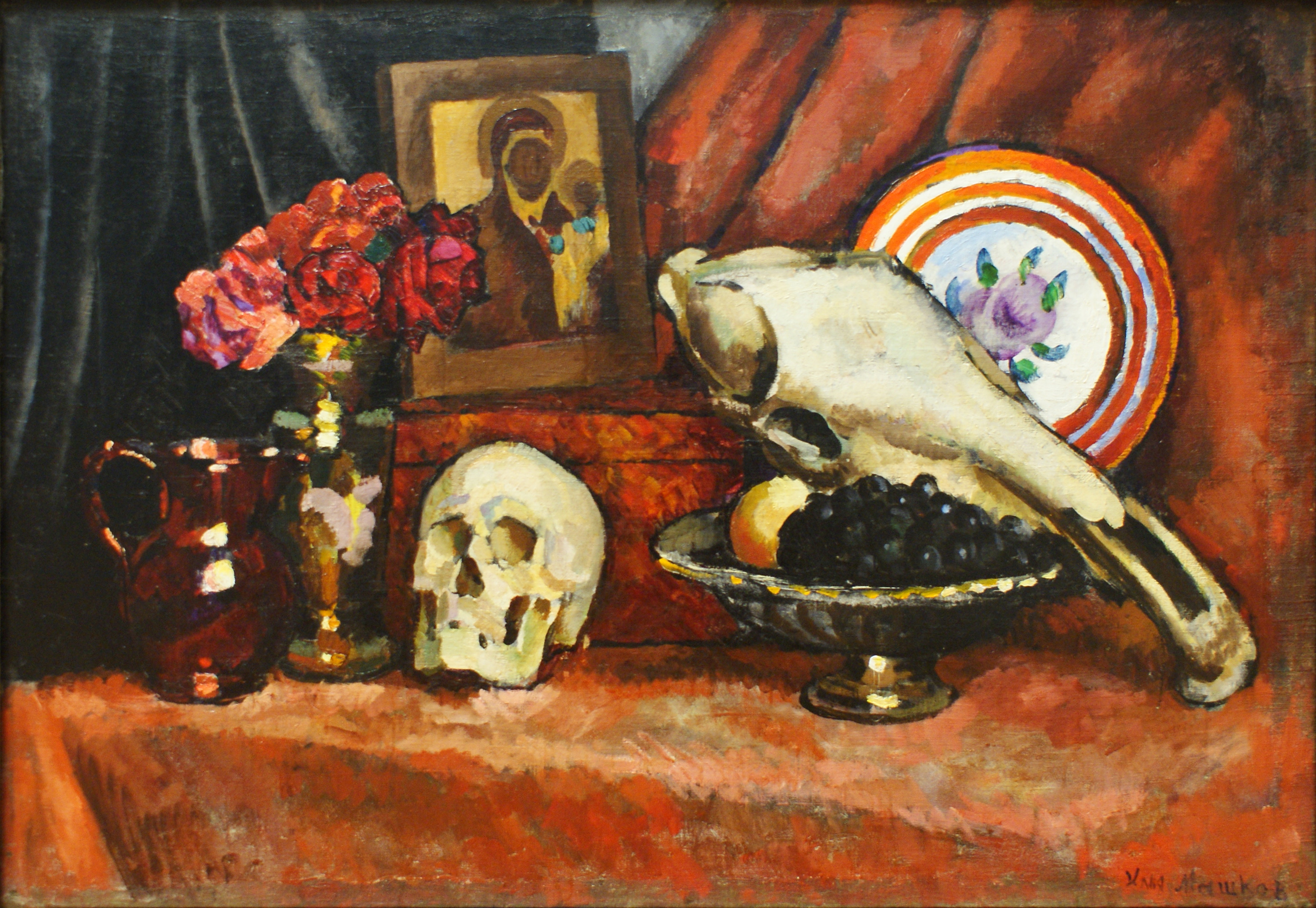
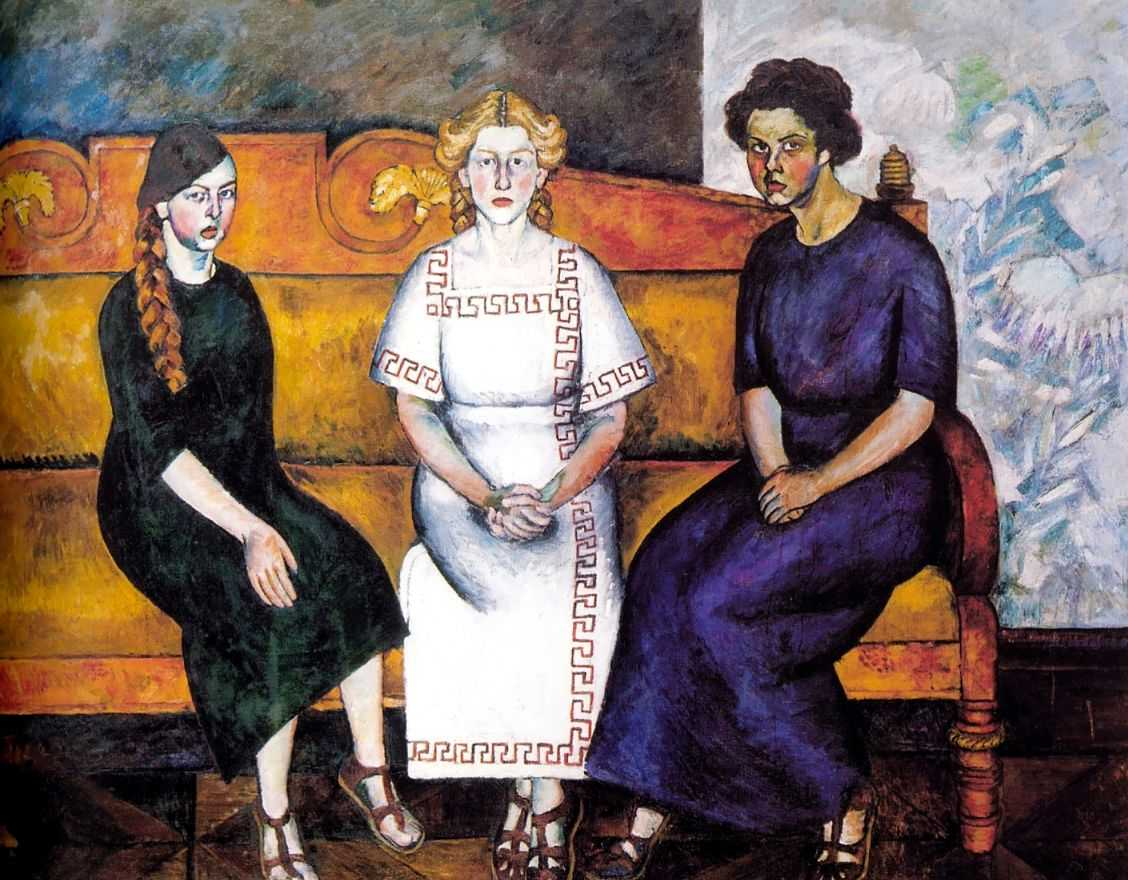